# Jorge Ramírez (taekwondo)
Jorge Ramírez es un deportista ecuatoriano que compitió en taekwondo. Ganó una medalla de plata en el Campeonato Mundial de Taekwondo de 1977, en la categoría de –53 kg.

## Palmarés internacional
| Campeonato Mundial | Campeonato Mundial       | Campeonato Mundial | Campeonato Mundial |
| Año                | Lugar                    | Medalla            | Categoría          |
| ------------------ | ------------------------ | ------------------ | ------------------ |
| 1977               | Chicago (Estados Unidos) | Medalla de plata   | –53 kg             |